# Château de Fontvieille
Le château de Fontvieille est un château situé 495 route des Quatre-Saisons, à Allauch, en France. 

## Historique
Le château fait l’objet d’une inscription partielle au titre des monuments historiques depuis le 6 février 1978.